# Äquatortaufe

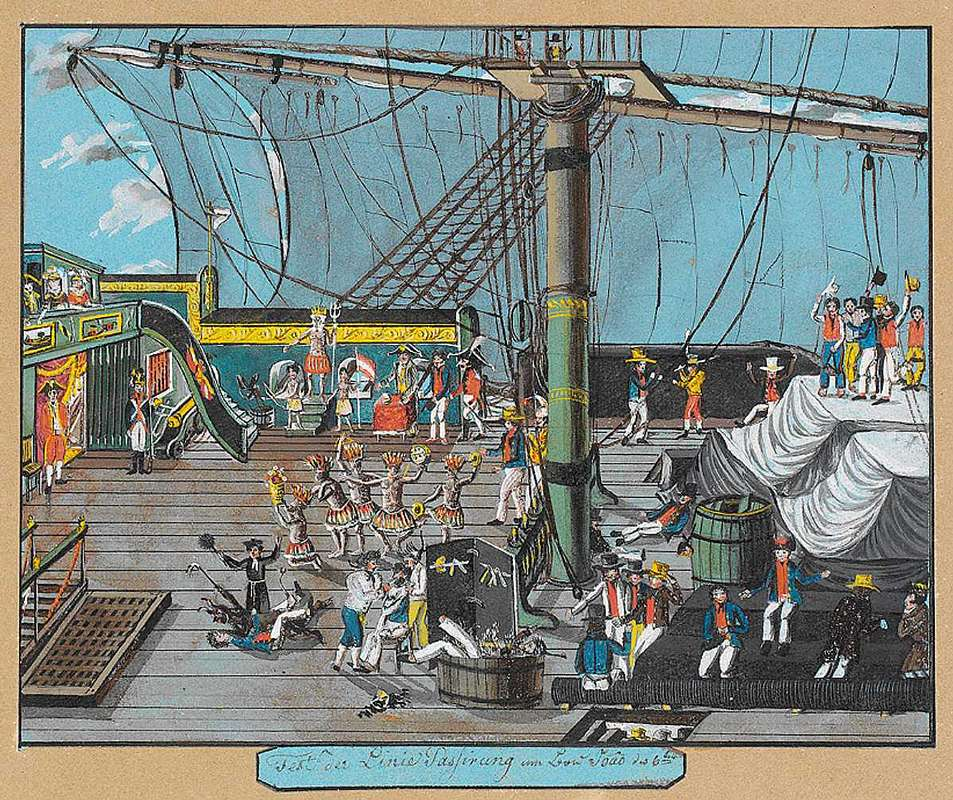
Franz Josef Frühbeck: „Fest der Linie Passirung an Bord Ioâo de 6ten“, um 1820

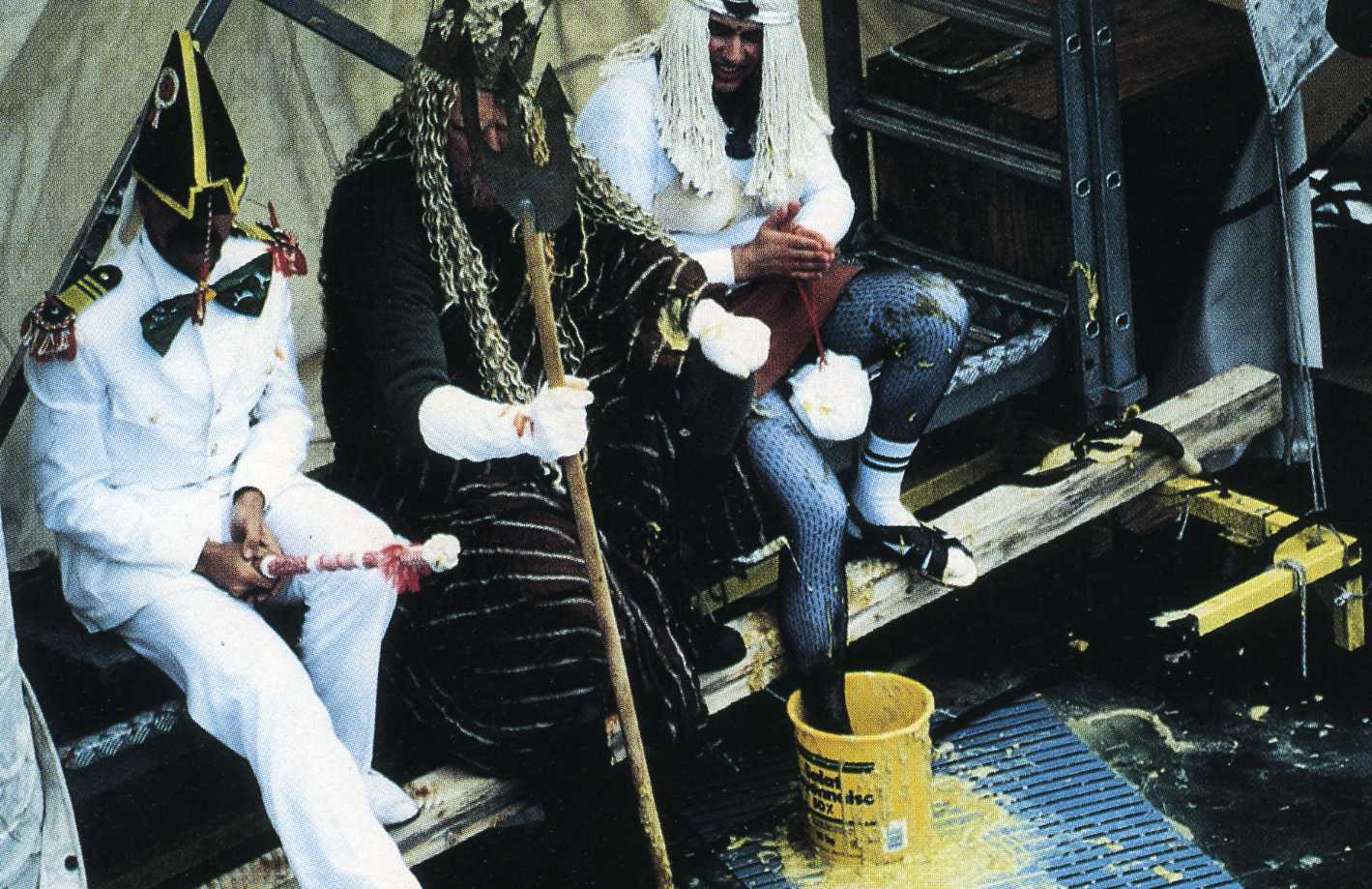
Eine Äquatortaufe heute

Die Äquatortaufe (auch: Linientaufe oder Neptunstaufe) ist ein weltweit übliches Ritual von Seeleuten, wenn ein Besatzungsmitglied oder ein Passagier zum ersten Mal auf See den Äquator überquert.
Äquivalent ist die Polartaufe beim erstmaligen Überqueren des Polarkreises.

## Geschichte
Die Äquatortaufe ist ein Initiationsritus, jedoch keine Taufe im religiösen Sinn. Der Brauch hat seinen Ursprung in der Zeit der Entdeckungsreisen der Portugiesen, die beim Überschreiten des gefürchteten Äquators ihren Mut und ihre Gläubigkeit durch eine Taufe bekräftigen wollten. Vor den Fahrten der Portugiesen herrschte die Meinung vor, die Äquatorregion sei zu heiß, um sie zu bewohnen oder zu durchqueren, und eine Expedition in die südliche Hemisphäre müsse unweigerlich tödlich verlaufen.
Der Täufling wird von (einem verkleideten) Neptun „gereinigt“, erhält einen see- oder wetterbezogenen Scherznamen und bekommt eine Urkunde verliehen. Während der Reinigung wird der Täufling mit Fischöl, Rasierschaum und anderen „stinkenden“ Substanzen „eingeseift“. Zumeist wird Alkohol – früher auch Öl oder andere Brennstoffe – verabreicht. Danach wird der Täufling gebadet und gereinigt.
Diese Art von Ritus hat sich auch in Kinderferienlagern als Neptunfest erhalten.

## Verbreitung
In der Berufsschifffahrt ist die Äquatortaufe heute nur noch selten anzutreffen. Das früher oft brutale und erniedrigende Ritual dient heutzutage meist nur der Unterhaltung insbesondere auf Kreuzfahrtschiffen.
Auf deutschen Forschungsschiffen werden Äquatortaufen und Polartaufen durchgeführt, wenn die Zeit es zulässt.
Bei der Deutschen Marine ist die Äquatortaufe durch Weisung des Inspekteurs der Marine seit 2011 offiziell abgeschafft. Zuvor war sie unter Einhaltung des strengen Regelwerks des Befehlshabers der Flotte, unter dem Freiwilligkeitsprinzip, unter Achtung der Menschenwürde und unter Aufsicht der Schiffsführung und des Schiffsarztes gestattet. 2011 wurde über Praktiken der Äquatortaufe auf dem Segelschulschiff Gorch Fock berichtet, bei denen Essensreste zum Einsatz gekommen sein sollen.

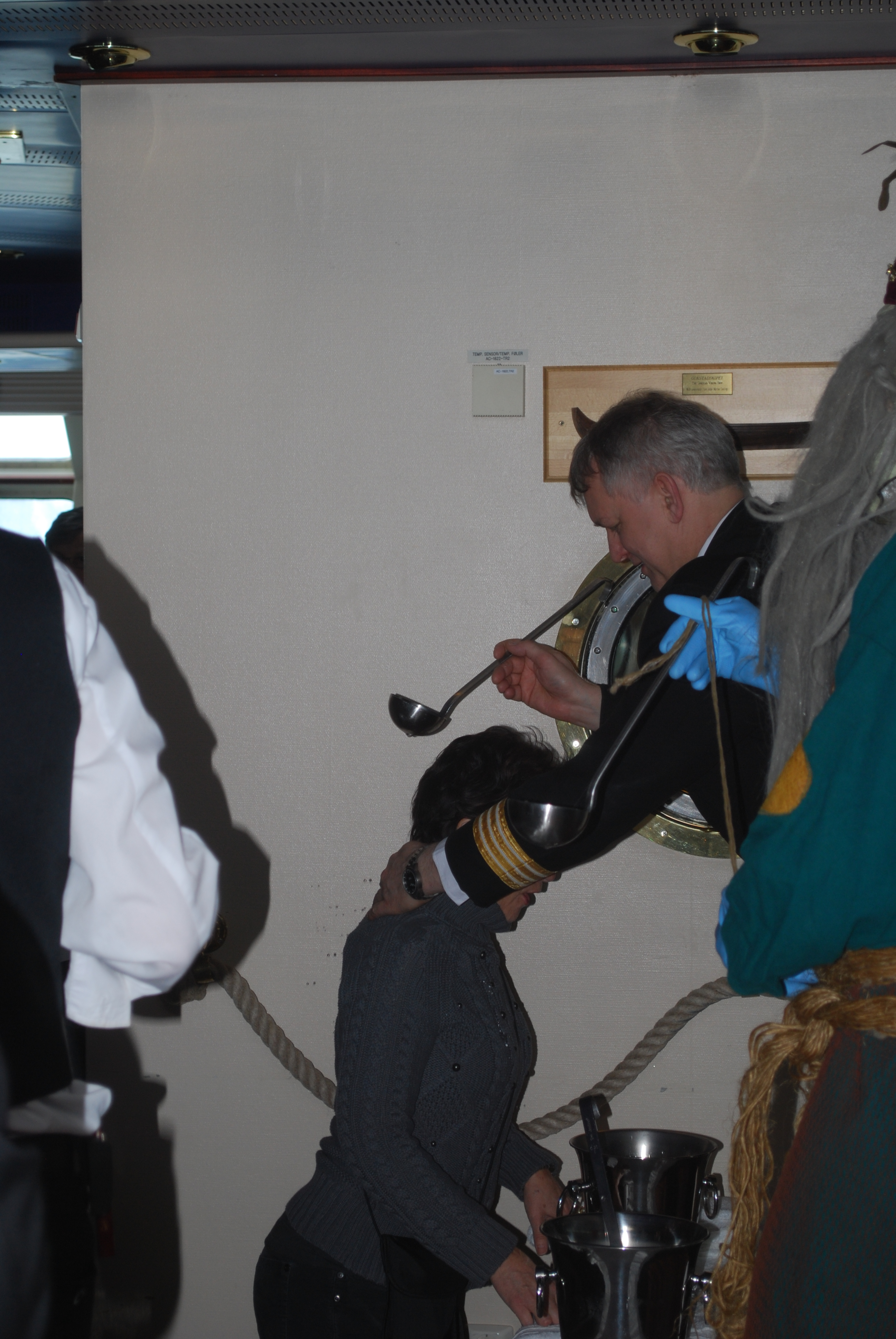
Polarkreistaufe an Bord eines Hurtigruten-Schiffes

Auch bei der Überquerung des nördlichen Polarkreises durch Schiffe der Hurtigruten kommt es zwischen den Häfen Nesna und Ørnes bei einer kleinen Schäre, auf der das Modell einer Weltkugel steht, zur freiwilligen Polartaufe von Touristen, die durch eine Urkunde dokumentiert wird.